# Sciophila jakutica
Sciophila jakutica är en tvåvingeart som beskrevs av Blagoderov 1992. Sciophila jakutica ingår i släktet Sciophila, och familjen svampmyggor. Arten är reproducerande i Sverige.